# Kleinothraupis atropileus
A Kleinothraupis atropileus a madarak osztályának verébalakúak (Passeriformes) rendjébe és a tangarafélék (Thraupidae) családjába tartozó faj.

## Rendszerezése
A fajt Frédéric de Lafresnaye francia ornitológus írta le 1842-ben, az Arremon nembe Arremon atro-pileus néven. Egyes szervezetek Hemispingus nembe sorolják Hemispingus atropileus néven.

## Előfordulása
Dél-Amerika északnyugati részén, Ecuador, Kolumbia, Peru és Venezuela területén, az Andokban honos. Természetes élőhelyei a szubtrópusi és trópusi hegyi esőerdők. Állandó, nem vonuló faj.

## Megjelenése
Testhossza 16 centiméter, testtömege 18-26 gramm.

## Természetvédelmi helyzete
Az elterjedési területe nagyon nagy, egyedszáma ugyan csökken, de még nem éri el a kritikus szintet. A Természetvédelmi Világszövetség Vörös listáján nem fenyegetett fajként szerepel.